# Hunnia Kuvasz Tenyésztői és Kulturális Egyesület
A Hunnia Kuvasz Egyesület (HKE) a kuvasz magyar kutyafajta megújításáért, új tenyésztői és tartói szemléletmód kialakításáért és ebből következően az elmúlt évtizedben tragikusan lecsökkent egyedlétszám megnöveléséért, a fajtán belüli biológiai sokszínűség helyreállításáért dolgozik. Ennek érdekében széleskörű társadalmi és tudományos konzultációt alakított ki, tudományos tanácsadók és testületek, gazdasági szereplők segítségét veszi igénybe a cél érdekében. A fajtát a maga értékeit megtartó, népszerűsítő, kulturális értékeire alapvetően építő stratégiánkkal képviseli és gondolja újra a szakmai programokat, a tenyésztést. Fontosnak ítéli az eredeti feladatkörből eredő képességek megtartását, illetve rehabilitációját a kennel-tenyésztett állomány potenciáljának hangsúlyos növelése érdekében. A HKE egyesületi formában működő közösség, amely civil szervezet lévén a magyar civil társadalom aktív része. Hasznos alkotóelem kíván lenni a társadalomépítés, a hobbi- és szabadidősport, a természet- és környezetvédelem, illetve a kiegyensúlyozott emberi élet megélésének érdekében.
A  Hunnia Kuvasz Tenyésztői és Kulturális Egyesület elnöke Hajnal Gyöngyi .
A Hunnia Kuvasz Tenyésztői és Kulturális Egyesület 2018 júliusában indult, amikor az alapítók eldöntötték, hogy egy független civil szervezeti formában szükséges megjeleníteni a kuvasz újragondolásával kapcsolatos gondolatokat és elképzeléseket. Az utóbbi évtizedek eredménye, hogy igazán szép kuvaszokat tudott teremteni. Viszont ez a szépség a korábban volt tapasztalható jóság rovására ment. 
A Hunnia Kuvasz Egyesület alapvető célja szép és jó kuvaszokat létrehozni.
Az Egyesület modern tenyésztőszervezetként fogalmazza meg önmagát abban a hitben, hogy a fejlődés alapja a tagok ismereteinek, állományának és kapcsolatainak megerősítése. Hitük szerint a kuvasz fajta sikere eredeti karakterének helyreállításában és annak a társadalom felé való megfelelő kommunikációjában egyszerre rejlik. A típusos külsejű, erős karakterű, kiegyensúlyozott kuvasz méltóságteljes látvány, lojális társ és megbízható használati kutya.
A HKE célja a magyar ember számára ilyen kuvaszokat kínálni fel. Egyben megteremteni olyan tenyésztői és tanácsadói bázist, amely minden segítséget megadhat a kezdő kuvaszosoknak részére. Az Egyesület megvalósítandó céljai között hangsúlyosan szerepel, hogy a közeli jövőben a teljes család szabadidős , aktív tevékenységként választja majd a kuvaszozást.